# Husaren-Polka
Husaren-Polka, op. 421, är en polka av Johann Strauss den yngre. Den framfördes första gången den 2 februari 1886 i Gyllene salen i Musikverein i Wien.

## Historia
Johann Strauss operett Zigenarbaronen hade premiär på Theater an der Wien den 24 oktober 1885 (kompositörens 60-årsdag). Librettot var inspirerat av Mór Jókais roman Saffi och Strauss musik var en blandning av ungersk passion och wiensk sentimentalitet. Premiären blev en stor succé och kritikern i tidningen Fremdenblatt skrev: "Enorma applåder mötte Herr Strauss och de bröt ut efter varje tema i ouvertyren och efter varje sångnummer... Halva operetten fick tas om på begäran". På sedvanligt manér arrangerade Strauss totalt sex separata orkesterstycken från operettens musiknummer, däribland polkan Husaren-Polka.
Ibland överraskade Strauss sin publik genom sina orkesterverk och ett sådant tillfälle gällde Pappacoda-Polka (op. 412), efter teman ur operetten En natt i Venedig från 1883. Den byggde inte, som förväntat, på Pappacodas slagfärdiga entrésång "D'rum sei glücklich, sei setig Venezia! Pappacoda, Pappacoda, Pappacoda ist da!". Likadant var det Husaren-Polka. Handlingen i Zigenarbaronen utspelas i Ungern i mitten av 1700-talet. I akt II anländer guvernören Homonay i spetsen av en trupp med husarer för att rekrytera soldater. I sin "Rekryteringssång" (Nr 12½) "Her die Hand, es muss ja sein ... komm' zu den Husaren", förklarar Homonay att envar som dricker ett glas vin kommer tvingas bli soldat. Men musik från detta sångnummer återfinns inte i polkan. I stället hämtade Strauss material från akterna I och III: tema 1A och 1B består av Arsenas kuplett (Nr 15) i akt III "Ein Mädchen hat es gar nicht gut" och brudkören (No. 5) i akt I "Hochzeitskuchen, bitte zu versuchen". Materialet till trio-delen återfinns också i akterna I och III: Arsenas kuplett (Nr 15) med orden "Ja, dies und das und noch etwas", och Barinkays "Ah sieh da, ein herrlich Frauenbild" i ensemblen (Nr 5). 
Brodern Eduard Strauss framförde polkan första gången vid en av sina konserter i Musikverein den 2 februari 1886.

## Om polkan
Speltiden är ca 4 minuter och 44 sekunder plus minus några sekunder beroende på dirigentens musikaliska tolkning.
Polkan var ett av sex verk där Strauss återanvände musik från operetten Zigenarbaronen:
- Brautschau-Polka, Polka, Opus 417
- Schatz-Walzer, Vals, Opus 418
- Kriegsabenteuer, Schnellpolka, Opus 419
- Die Wahrsagerin, Polkamazurka, Opus 420
- Husaren-Polka, Polka, Opus 421
- Zigeunerbaron-Quadrille, Kadrilj, Opus 422

## Weblänkar
- Husaren-Polka i Naxos-utgåvan.